# Con libertad ni ofendo ni temo

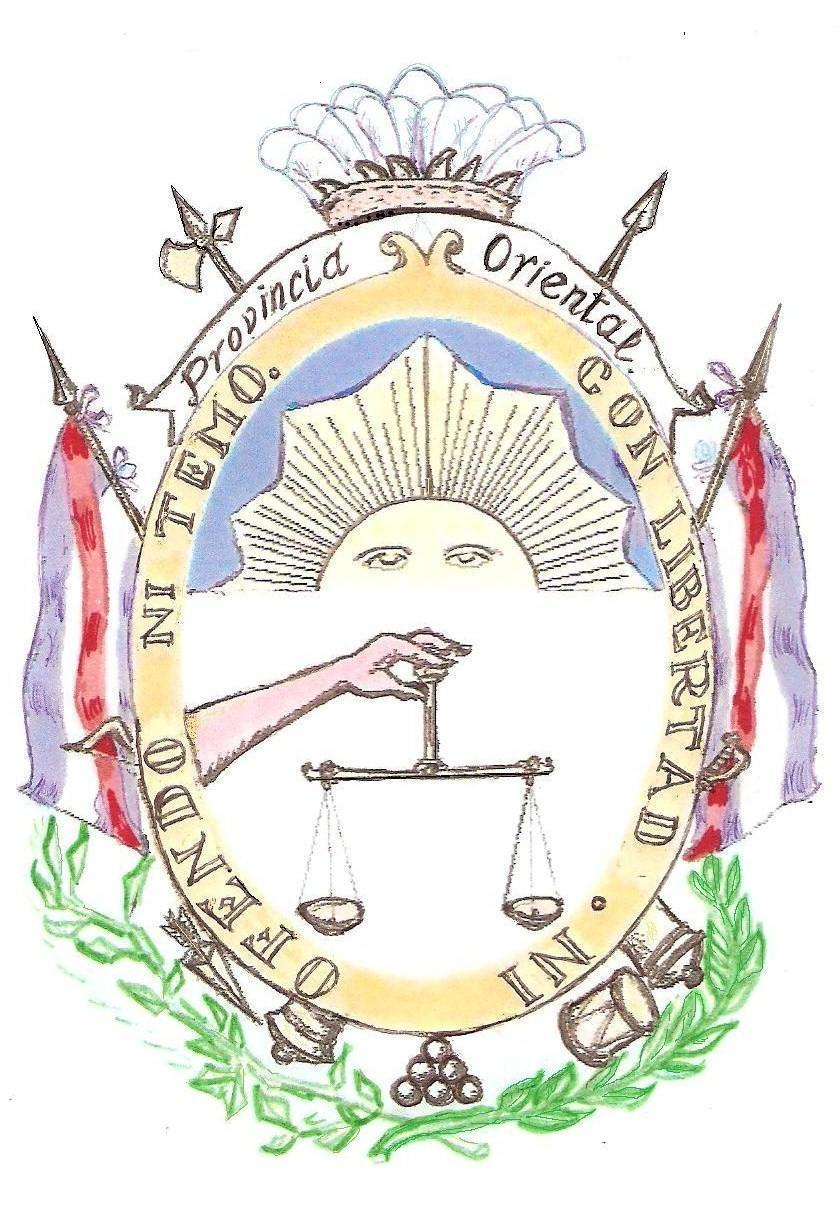
Escudo de la Provincia Oriental

"Con libertad ni ofendo ni temo" es una leyenda  contenida en el escudo de armas mandado a diseñar por José Gervasio Artigas para la Provincia Oriental en 1815. Frecuentemente se cita la frase como el lema nacional de Uruguay, aunque oficialmente no lo sea.
El Escudo de la Provincia Oriental fue una definición oficial perfectamente calculada: el dibujante recibió instrucciones; la versión final fue ajustada con él y por fin fue aprobado como se autoriza una proclama. Se publicó por primera vez en Montevideo en mayo de 1816 durante el mandato del gobernador Miguel Barreiro, meses antes de la toma de la ciudad por Carlos Federico Lecor el 20 de enero de 1817.
La frase fue usada posteriormente para el Escudo de Montevideo en su versión actual, que data de 1895. También se utilizó en el estribillo de la canción A Don José de Ruben Lena, compuesta en homenaje a Artigas.

## Libertad o muerte
Libertad o Muerte fue el lema de los Treinta y Tres Orientales, un grupo de patriotas liderados por Juan Antonio Lavalleja que, en 1825, emprendió una insurrección para liberar a la Provincia Oriental (actual Uruguay) del dominio brasileño. El lema está escrito en la Bandera de los Treinta y Tres Orientales, una de las banderas oficiales de Uruguay, y también es citado frecuentemente como el lema nacional de Uruguay.